# 3334, chemin des Chutes
3334, chemin des Chutes, aussi appelé M-18, est un établissement patrimonial.

## Voir plus